# Cecilia Zwick Nash
Cecilia Zwick Nash är en dansk skådespelerska, född den 17 november 1968 i Skåne. Hon är dotter till Jørgen Nash och Lis Zwick.

## Filmografi
- 1995 - Hundarna i Riga
- 1995 - Mördare utan ansikte
- 1996 - Den vita lejoninnan
- 1996 - Renters rente
- 2005 - Om Sara
- 2007 - Vikaren